# Eva Landauer

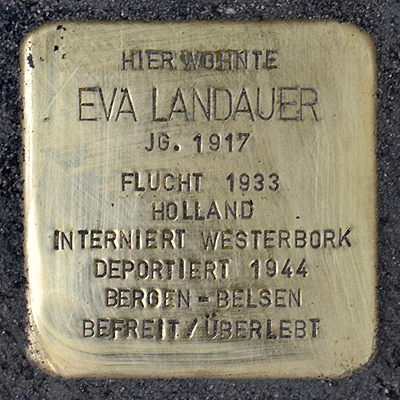

Eva Landauer (* 9. Oktober 1917 in Heilbronn; † 14. Februar 2004) war eine deutsche Psychoanalytikerin.

## Leben
Eva Landauer war die Tochter des jüdischen Arztes und Psychoanalytikers Karl Landauer und seiner Frau Lins Kahn und wuchs in Frankfurt am Main auf. Mit ihren Eltern wurde sie 1944 in das KZ Bergen-Belsen deportiert. Nach dem Zweiten Weltkrieg absolvierte sie ein Sozialarbeiterstudium an der London School of Economics. An der Hampstead-Klinik ließ sie sich bei Anna Freud zur Kinderanalytikerin ausbilden.
In New York war sie Dozentin für Kinder- und Jugendlichenanalyse in der New York Society of Freudian Psychologists. Zudem gehörte sie der Association for Child Psychoanalysis an. Lange Jahre war sie für die Jewish Board of Family and Children's Services tätig.